# 褶偏顶蛤
褶偏顶蛤（学名：Modiolus plicatus），是贻贝目壳菜蛤科偏顶蛤属的一种。主要分布于中国大陆，常栖息在潮间带水深30米以内。